# 安万福
安 万福（アン・マンボク、朝鮮語: 안만복/安萬福、1910年 - 1995年8月18日）は、大韓民国の政治家。仁旨面長、第2・5代韓国国会議員を歴任した。長老会の信者。

## 経歴
忠清南道瑞山郡八峰面出身。瑞山公立普通学校（現・瑞山初等学校）卒。ソウル、清津、瑞山などで商業と農場を経営した後。瑞山郡農民会長・郡民会副会長、仁旨面長、国民会瑞山郡支部副委員長、民主党瑞山乙区党委員長などを務めた。他は民主国民党、新民党にも入党した。第2代国会議員在任中に釜山政治波動が発生し、国際倶楽部事件での連座を受けた。国会議員退任後は仁旨教会署理執事・長老を務めた。
1995年8月18日、礼山郡挿橋邑の自宅で老衰による心臓麻痺により死去。享年86。

## エピソード
晩年は伝道紙を配る途中、オートバイから落ちて病院に搬送されたが、病室でも医師にキリスト教の伝道をして信者にした。